# Дрисдейл, Дон
Дональд Скотт «Дон» Дрисдейл (англ. Donald Scott "Don" Drysdale, 23 июля 1936 — 3 июля 1993) — американский профессиональный бейсболист, выступавший в Главной лиге бейсбола за клуб «Бруклин/Лос-Анджелес Доджерс» на позиции питчера. В конце 1950-х — начале 1960-х годов Дрисдейл был одним из лучших питчеров в МЛБ и за его достижения в 1984 году он был включён в Национальный зал славы бейсбола. По окончании игровой карьеру Дрисдейл работал радио и телеведущим.

## Профессиональная карьера
Дрисдейл играл за «Бруклин»/«Лос-Анджелес Доджерс» в то же время, что и ещё один выдающийся питчер — Сэнди Коуфакс и эта пара считается одной из лучших дуэтов питчеров в истории. Дрисдейл также считался хорошим отбивающим для питчера. За 14 сезонов в МЛБ его средний показатель хитов за сезон равняется 214, а хоум-ранов — 19. Из-за этого его часто использовали как пинч-хитера.
В 1962 году Дрисдейл одержал победу в 25 матчах и выиграл приз Сая Янга. В 1968 году он установил рекорд МЛБ, отыграв шесть подряд шатаутов и 58 подряд сухих иннингов; 20 лет спустя его рекорд по количеству подряд проведённых сухих иннигов был превзойдён ещё одним игроком «Доджерс» Орелом Хершайзером. В 1963 года Дон сделал страйк-аут 251 отбивающему, а его команда одержала победу в Мировой серии. В 1965 году он был единственным игроком в составе «Доджерс», чей процент отбивания был выше 30 %, а на питчерской горке он повторил свой рекорд НЛ по количеству пропущенных хоум-ранов — семь. В этом году он выиграл 23 матча и помог «Доджерс» одержать очередную победу в Мировой серии. Карьеру же Дрисдел закончил с 209 победами, 2486 страйк-аутами, 167 полными играми и 49 шатаутами. В 1984 году он был включён в Национальный зал славы бейсбола, а его номер 53 был закреплён за ним в «Доджерс».